# Албански крем
Албанският крем (Lilium albanicum Griseb.) е растение от семейство Кремови (Liliaceae), балкански ендемит. В България е вписано в Червената книга и в Закона за биологичното разнообразие като критично застрашен вид.

## Описание
Албанският крем е многогодишно тревисто луковично растение. Стъблото му е високо 30 – 40 cm , просто, рядко към върха разклонено, облистено. Листата са последователни, приседнали, обратнояйцевидно-ланцетни, заострени. Цветовете са връхни, единични или по 2 – 3 в рехаво гроздовидно съцветие. Цветните дръжки по време на цъфтеж са извити надолу, а при плодовете – изправени нагоре. Околоцветните листчета са златисти, 3 – 4 cm дълги, и по време на цъфтеж дъговидно извити навън. Прашниците са в керемиденочервено. Плодните кутийки са изправени, с продълговато-цилиндрична форма, разпукват се на три дяла. Семената на албанския крем са многобройни, дисковидни, светлокафяви.
Цъфти през юли и август. Опрашва се от насекоми. Размножава се вегетативно с дъщерни луковици и със семена.

## Разпространение
Албанският крем вирее на Балканския полуостров: в Югозападна България – планината Беласица, на 1800 – 1900 m н. в.,  Северна Македония и Албания. Среща се в тревни и разредени храстови съобщества от сибирска хвойна, върху плитки каменливи почви. Популациите са малочислени, от по няколко десетки екземпляра.

## Застрашеност
Видът е със слаба възобновителна способност, субпопулации му са малочислени и при разширяване на разпространението на сибирската хвойна той може да бъде потиснат.

## Опазване
За да бъде опазен, в България албанският крем е обявен за защитен вид съгласно Закона за биологичното разнообразие. Находищата му на територията на Природния парк „Беласица“ са в защитена зона от Европейската екологична мрежа „Натура 2000“ в България.
Необходимо е механично изрязване на сибирската хвойна в границите на находищата и около тях.